# Терзич, Эдин
Эдин Терзич (нем. Edin Terzic или Terzić, произносится [êdiːn těrziːtɕ]; род. 30 октября 1982, Менден, Северный Рейн-Вестфалия) — немецкий футболист и футбольный тренер.

## Карьера
Терзич родился 30 октября 1982 года в Мендене, в Западной Германии, в семье рабочего, иммигрировавшего из Югославии. Имеет хорватские корни по материнской линии и боснийские по отцовской, имеет хорватское гражданство. Играл в полупрофессиональных лигах Германии за клубы «Изерлон 46/49», «Вестфалия 04», «Ваттеншайд 09» и «Клоппенбург».

### Тренерская карьера
С 2010 по 2013 год Терзич работал скаутом и помощником тренера в молодёжной академии «Боруссии», подчиняясь тогдашнему главному тренеру команды Юргену Клоппу. Терзич был помощником тренера Славена Билича в «Бешикташе» с 2013 по 2015 год и в «Вест Хэме» с 2015 по 2017 год. Мог стать помощником тренера в московском «Локомотиве» при Биличе, однако сделка в итоге сорвалась.
13 декабря 2020 года Терзич был назначен исполняющим обязанности главного тренера дортмундской «Боруссии» до конца сезона 2020/21 после увольнения Люсьена Фавра, в штабе которого работал. Проработав с командой до конца сезона, привёл её к победе в Кубке Германии (в финале со счётом 4:1 был обыгран «РБ Лейпциг») и бронзовым медалям Бундеслиги. После того, как главным тренером команды стал Марко Розе, Терзич остался работать в его штабе в качестве технического директора.
23 мая 2022 года было объявлено о возвращении Терзича на пост главного тренера «Боруссии» после отставки Розе, с тренером был заключён трёхлетний контракт.

## Достижение в качестве тренера
«Боруссия» (Дортмунд)
- Обладатель Кубка Германии: 2020/21
- Финалист Лиги чемпионов УЕФА: 2023/24

## Тренерская статистика
| Команда                   | Страна   | Начало работы   | Окончание работы | Результаты | Результаты | Результаты | Результаты | Результаты |
| Команда                   | Страна   | Начало работы   | Окончание работы | М          | В          | Н          | П          | % побед    |
| ------------------------- | -------- | --------------- | ---------------- | ---------- | ---------- | ---------- | ---------- | ---------- |
| Боруссия Дортмунд (и. о.) | Германия | 13 декабря 2020 | 30 июня 2021     | 32         | 20         | 4          | 8          | 062,50     |
| Боруссия Дортмунд         | Германия | 1 июля 2022     | 13 июня 2024     | 89         | 52         | 17         | 20         | 058,43     |
| Всего                     | Всего    | Всего           | Всего            | 121        | 72         | 21         | 28         | 059,50     |